# Tambakbaya (Cibadak)
Tambakbaya is een bestuurslaag in het regentschap Lebak van de provincie Banten, Indonesië. Tambakbaya telt 5469 inwoners (volkstelling 2010).